# Simone Martini
Simone Martini (även kallad di Martino), född omkring 1284 i Siena, död 1344 i Avignon, var en italiensk målare verksam i Siena, Pisa, Assisi, Orvieto och Neapel. Han var bror till Donato Martini. 

## Biografi
Martini räknas som Sienaskolans viktigaste konstnär under 1300-talet, jämbördig med Giotto. Där Dante framhöll Giotto som den främste, prisade Petrarca Martini. Vasari påstod felaktigt att Martini var lärjunge till Giotto; i själva verket studerade han för Duccio. Jämfört med Giottos dramatiska framställningar utmärker sig Martini mer med skönhet och enkel, gärna symmetrisk, komposition och lyrisk situationsskildring. Förutom påverkan från sin lärare rymmer hans verk influenser från såväl fransk gotik som skulptören Giovanni Pisano.
Martini utgick från Duccios färgharmonier samtidigt som han fortsatte försöken med att använda linjen till dekorativa ändamål, och hans senare verk har nästan karaktären av abstrakta kompositioner. År 1315 var han tillräckligt uppskattad för att få uppdraget att måla en Maestà i Sienas stadshus. I detta verk framgår tydligt Martinis påverkan från Duccio, men det avslöjar även hans kännedom om Pisano-familjens skulptur samt den sienesiska konstens användning av linjen.
Martini kom i direktkontakt med hovet och den franska litteraturen när han 1317 av Robert d'Anjou kallades till Frankrike. År 1320 var han verksam i Pisa och Orvieto, och 1328 befann han sig i Siena för att måla det berömda porträttet av Guidoriccio da Fogliano i färd med att inspektera sina stridslinjer från hästryggen samt andra fresker i stadshuset.
År 1333 var Martini i Florens och arbetade tillsammans med sin svåger Lippo Memmi. År 1339 vistades han vid påvehovet i Avignon, där han blev god vän med Petrarca; man vet att han målade ett porträtt av Petrarcas Laura (senare försvunnet). ”Säkert har min vän Simone en gång sett Paradiset”, sade Petrarca, och det var Martinis bild av det jordiska paradiset som scen för den höviska kärleken som kom att influera den internationella gotikens konstnärer i hela Europa.

## Bebådelsen och två helgon(1333)
I altarbilden Bebådelsen och två helgon, som utfördes för Cappella di Sant'Ansano i Sienas katedral, återfinns det renaste uttrycket för det italienska 1300-talets högt utvecklade linjebetonade konst. Omgivna av guldglansen tycks figurerna befinna sig i ett overkligt rum. Mellan den gest som ärkeängeln Gabriel utför och Jungfru Marias känsloreaktion uppstår en spänningsfylld dynamik. Verkets huvudaktörer flankeras av Sankt Ansanus, Sienas skyddshelgon, och Sankta Margareta.

## Verk i urval
- Maestà, Siena, 1315
- Den helige Ludvig från Toulouse kröner Robert d'Anjou, Neapel, 1317
- Den helige Martins liv, Assisi, 1312–1317
- Sankta Katarina-polyptyken, Pisa, 1319
- Orvieto-polyptyken, Orvieto, omkring 1321
- Guidoriccio da Fogliano, Palazzo Pubblico, Siena, 1328
- Bebådelsen, Florens, 1333
- Korsnedtagningen, 1333